# 慶應義塾評議員会
慶應義塾評議員会（けいおうぎじゅくひょうぎいんかい）は、学校法人である慶應義塾の最高意思決定機関。

## 概要
1889年（明治22年）8月、「慶應義塾仮憲法」に代わる「慶應義塾規約」の制定により、それまでの理事委員会に代わり創立された。
慶應義塾における理事会の発足は、1907年（明治40年）の財団法人化に伴う組織改編の時である。ただ、この時までに評議員会が最高意思決定機関として長らく機能してきた。そのため、この組織改編によっても制度的枠組みの原型に大きな変更は加えず、評議員会を意思決定機関とし、塾長・理事会を執行機関とした。
現行の私立学校法の規定では、学校法人において評議員会は理事長の諮問機関とするのを原則としている（私立学校法42条1項、43条）。しかし、慶應義塾においては、上記の経緯に鑑み、同法42条2項の規定により、42条1項各号に列挙される諮問事項を評議員会による議決事項とし、従前通り評議員会を最高意思決定機関としている。
評議員会は、95名以上101名以内の評議員によって構成され、評議員の任期は通常4年である。評議員は、前期の評議員会により選出される推薦評議員、すべての塾員による投票で選出される卒業生評議員、推薦評議員および卒業生評議員が全塾員の中から有為の人物を選出する塾員評議員、義塾内の各組織から選出される教職員評議員の4種に大別される。
4年に1度行われる評議員改選において、卒業生評議員の選挙は、注目されることも多い。卒業生評議員の選挙は、20万人以上いる有権者塾員の郵送投票により行われ、私立学校の役員を決める選挙としては他に例がない大規模なものである。特に、1978年（昭和53年）11月より就任する第25期評議員会選挙において、連記制から単記に改められたため、塾員の関心が高まったとされる。

## 歴史
1889年（明治22年）10月に第1回の評議員会が開催され、以後現在に至るまで続いている。現在の評議員会は、第34期（任期：2014年（平成26年）11月から2018年（平成30年）10月まで）。

## 開催
評議員会は、通常年6回開催される（奇数月の20日前後）。

## 権限
評議員会の権限は、慶應義塾規約に定められている。
慶應義塾規約20条
1. この規約で評議員会の議決を要するものとした事項
2. 事業計画、予算、借入金（当該会計年度内の収入を以て償還する一時の借入金を除く）及び重要な資産の処分に関する事項
3. 大学の学部、大学院、図書館、研究所、その他重要な施設の設置、分合、廃止
4. 学事又は人事に関する規則であって、収支に重大な影響のあるものの制定又は改廃
5. 収益事業に関する重要事項
6. その他法人運営に関する重要事項で理事会が適当と認めたもの

上記以外に、以下のものも含まれる。
- 慶應義塾規約の改正（規約5条）
- 慶應義塾の解散（規約5条）
- 他の学校法人若しくは私立学校法第64条第4項の法人との合併（規約5条）
- 塾長の選任（規約8条）
- 常任理事の選任（規約11条2項）
- 監事の選任（規約18条1項）
- 評議員選挙に関する細則（規約19条5項）
- 社頭の推薦（規約26条）
- 社頭空位の場合のおける塾員の特選（規約27条1項3号）
- 義塾解散の場合における清算人による残余財産の処分（規約28条3項）

## 選出区分・任期
評議員会は、95名以上101名以内の評議員によって構成される（慶應義塾規約19条）。人数に幅があるのは、死亡等の欠員発生時における定足数の変動を回避するためである。評議員の任期は通常4年、うち教職員評議員のみ2年である。
評議員は大きく分けて次の4つの区分から選出される。
- 推薦評議員（24人以上25人以内）：前期の評議員会により選出される。
- 卒業生評議員（28人以上30人以内）：全ての塾員[5]による投票により選出される。
- 塾員評議員（28人以上30人以内）：「推薦評議員」および「卒業生評議員」が全塾員中から有為の人物を選出。
- 教職員評議員（15人以上16人以内）：義塾内の各組織から選出される（各学部（10人）、一貫教育校（3人）、研究所（1人）、職員（2人））

## 構成員
第34期（任期：2014年（平成26年）11月1日から2018年（平成30年）10月30日まで）。
評議員一覧
2021年（令和3年）９月1日現在、95名。
太字は理事を兼務する者。理事については、2021年（令和3年）10月1日現在。
| - 明石博義 - 朝倉浩一 - 朝田照男 - 麻生泰 - 安藤宏基 - 李一揆 - 生田正治 - 石井壯太郎 - 石井典子 - 石手靖 - 伊藤雅俊 - 今井義典 - 岩沙弘道（議長） - 上野孝 - 上原明 - 内田勲 - 江頭敏明 - 海老原晶子 - 太田芳枝 - 大沼あゆみ - 大橋光夫 - 大橋洋治 - 大林剛郎 - 岡素之 - 岡崎真雄 - 岡原正幸 - 岡谷篤一 - 翁百合 | - 沖原隆宗 - 尾﨑元規 - 小澤太郎 - 海瀬亀太郎 - 貝沼由久 - 加賀見俊夫 - 勝野哲 - 加藤千麿 - 加藤順介 - 金井望 - 上條努 - 神野吾郎 - 菊池廣之 - 北城恪太郎 - 清原武彦 - 草刈隆郎 - 熊谷安弘 - 黒田章裕 - 小池康博 - 小泉和久 - 黄茂雄 - 高村正大 | - 國分勘兵衛 - 小島与志生 - 後藤順子 - 小林哲也 - 齋藤宗房 - 榊原研互 - 迫本淳一 - 佐治信忠 - 鹿内德行 - 菅沼安嬉子 - 杉本芳一 - 鈴木茂晴 - 錢高一善 - 千宗守 - 髙木茂 - 高木誠 - 高嶋達佳 - 滝鼻卓雄 - 武田敏伸 - 茶園美香 - 塚本清士郎 - 鶴正登 - 冨田勝 - 内藤晴夫 - 永野毅 - 中村胤夫 - 永山治 | - 奈藏稔久 - 西岡浩史 - 西田宏子 - 野末聖香 - 野津将史 - 萩原能久 - 服部真二 - 早川浩 - 藤﨑三郎助 - 堀内光一郎 - 松下正幸 - 御子柴克彦 - 三谷充 - 三村將 - 宮内正喜 - 三輪芳弘 - 茂木友三郎 - 渡辺捷昭 - 渡文明 |